# Quercus devia
Quercus devia är en bokväxtart som beskrevs av Edward Alphonso Goldman. Quercus devia ingår i släktet ekar och familjen bokväxter. Inga underarter finns listade.
Denna ek blir vanligen 10 meter hög och stammen har i brösthöjd ofta en diameter av 40 centimeter.
Arten förekommer endemisk på södra delen av halvön Baja California i Mexiko. Den växer i kulliga områden och i bergstrakter mellan 600 och 1800 meter över havet. Denna ek ingår i skogar tillsammans med andra ekar som Quercus emoryi och Quercus peninsularis samt med tallar. Vädret i regionen är kyligt och fuktigt.
Skogarnas omvandling till betesmarker eller boskapsdjur som gnager på trädet hotar beståndet. I en liten region av utbredningsområdet blir Quercus devia undanträngt av den introducerade eken Quercus viminea. Utbredningsområdet är begränsat och populationen minskar. IUCN kategoriserar arten globalt som starkt hotad (EN).